# Gunzenbach
Gunzenbach ist ein Gemeindeteil des Marktes Mömbris im unterfränkischen Landkreis Aschaffenburg in Bayern. Der Ort hat 590 Einwohner und eine Gemarkungsfläche von 151,62 Hektar.

## Geographie
Das Pfarrdorf Gunzenbach (im lokalen Dialekt: Gunsemich) liegt im Hutzelgrund im Vorspessart, auf einer Höhe von 257 m ü. NHN zwischen Rappach und Hohl. Nördlich von Gunzenbach befinden sich die Dörfer Molkenberg und Angelsberg sowie südöstlich Rothengrund. Westlich von Gunzenbach befindet sich der Berg Scharfenstein und im Osten der Steinberg. Durch den Ort verlief bis 2011 der Degen-Weg.

## Name
Seinen Namen hat Gunzenbach vom Bach Gunzenbach, der dem Hohlenbach bei Rothengrund zufließt. Im Volksmund wird der Ort „Gunsemich“ genannt.

## Geschichte

### Mittelalter
Die älteste erhaltene schriftliche Erwähnung von Gunzenbach befindet sich in einer Urkunde aus dem Jahr 1167. Es wird darin als Teil der Besitzungen des Klosters Schlüchtern erwähnt. Im Mittelalter gehörte Gunzenbach zum Gericht Mömbris, das Teil des Freigerichts Alzenau war. Das Freigericht war zwar reichsunmittelbar, aber das Reich verpfändete oder vergab das Gebiet immer wieder. So wechselten die Landesherren, zu denen die Herren und späteren Grafen von Hanau, die Herren von Randenburg und die Herren von Eppstein zählten.

### Neuzeit
Im Jahr 1500 belehnte der römisch-deutsche König Maximilian I. den Erzbischof von Mainz und den Grafen von Hanau-Münzenberg gemeinsam mit dem Freigericht, das sie nun als Kondominat verwalteten. Da im Freigericht auch zur Zeit des Kondominats die kirchliche Jurisdiktion bei den Erzbischöfen von Mainz verblieb, konnte sich die Reformation – im Gegensatz zur Grafschaft Hanau-Münzenberg – dort nicht durchsetzen. Gunzenbach blieb römisch-katholisch.
Mit Graf Johann Reinhard III. starb 1736 der letzte männliche Vertreter des Hauses Hanau. Erbe des Hanau-Münzenberger Landesteils war aufgrund eines Vertrages der Landgraf von Hessen-Kassel. Ob sich sein Erbe auch auf den Hanauer Anteil an dem Kondominat erstreckte, war in den folgenden Jahren zwischen Kurmainz und Hessen-Kassel heftig umstritten. Der Streit endete in einem Kompromiss, dem Partifikationsrezess von 1740, der eine Realteilung des Kondominats vorsah. Es dauerte allerdings bis 1748, bis der Vertrag umgesetzt war. Gunzenbach fiel dadurch Kurmainz zu.
Gunzenbach wurde laut Reichsdeputationshauptschluss 1803 ein Teil des neugebildeten Fürstentums Aschaffenburg des Fürstprimas von Dalberg, mit welchem er 1814 (damals ein Departement des Großherzogtums Frankfurt) schließlich an Bayern fiel.
Am 1. Juli 1862 wurde das Bezirksamt Alzenau gebildet, auf dessen Verwaltungsgebiet Gunzenbach lag. 1939 wurde wie überall im Deutschen Reich die Bezeichnung Landkreis eingeführt. Gunzenbach gehörte nun zum Landkreis Alzenau in Unterfranken (Kfz-Kennzeichen ALZ). Mit Auflösung des Landkreises Alzenau im Jahre 1972 kam Gunzenbach in den neu gebildeten Landkreis Aschaffenburg (Kfz-Kennzeichen AB).

## Sehenswürdigkeiten

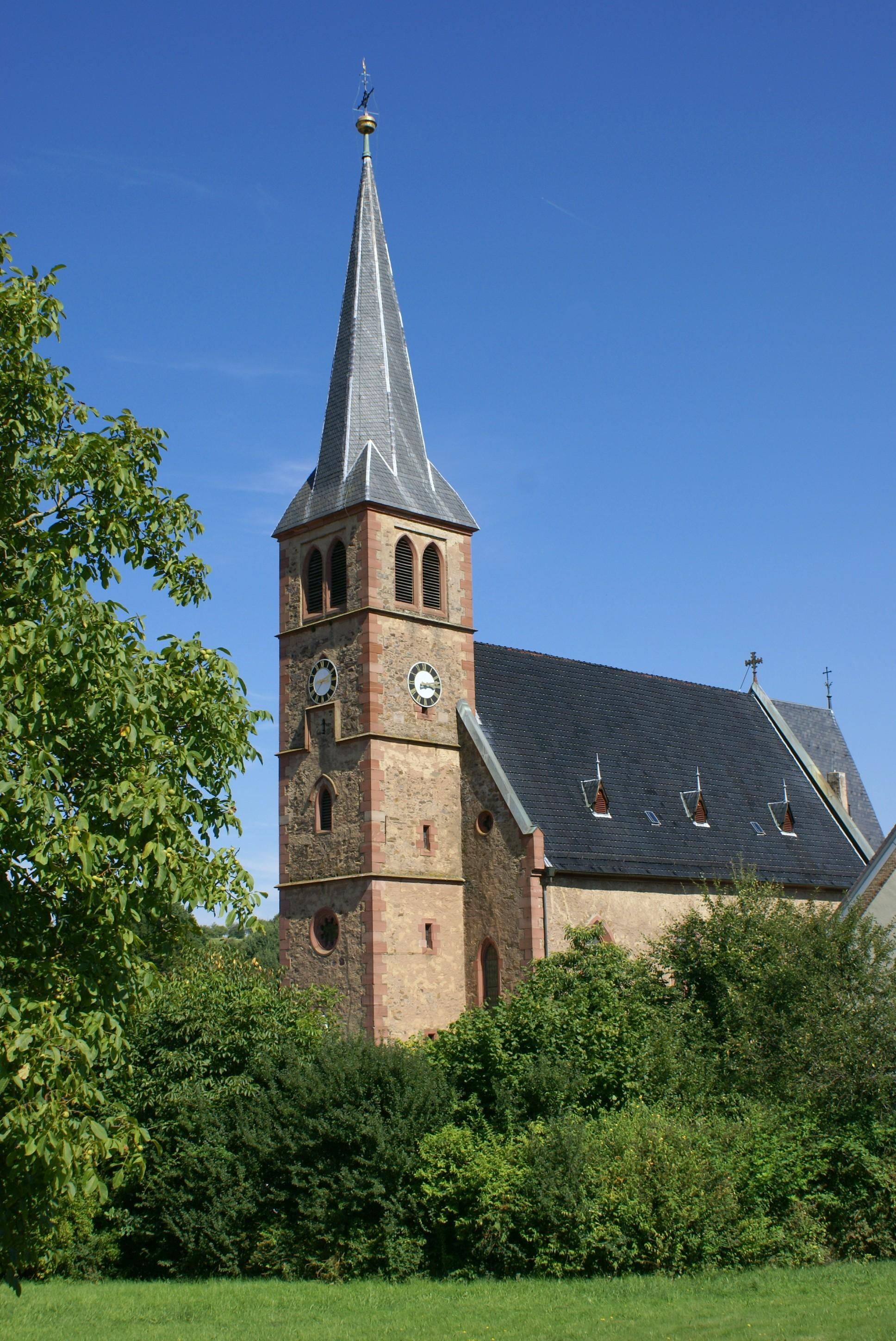
Pfarrkirche St. Michael in Gunzenbach

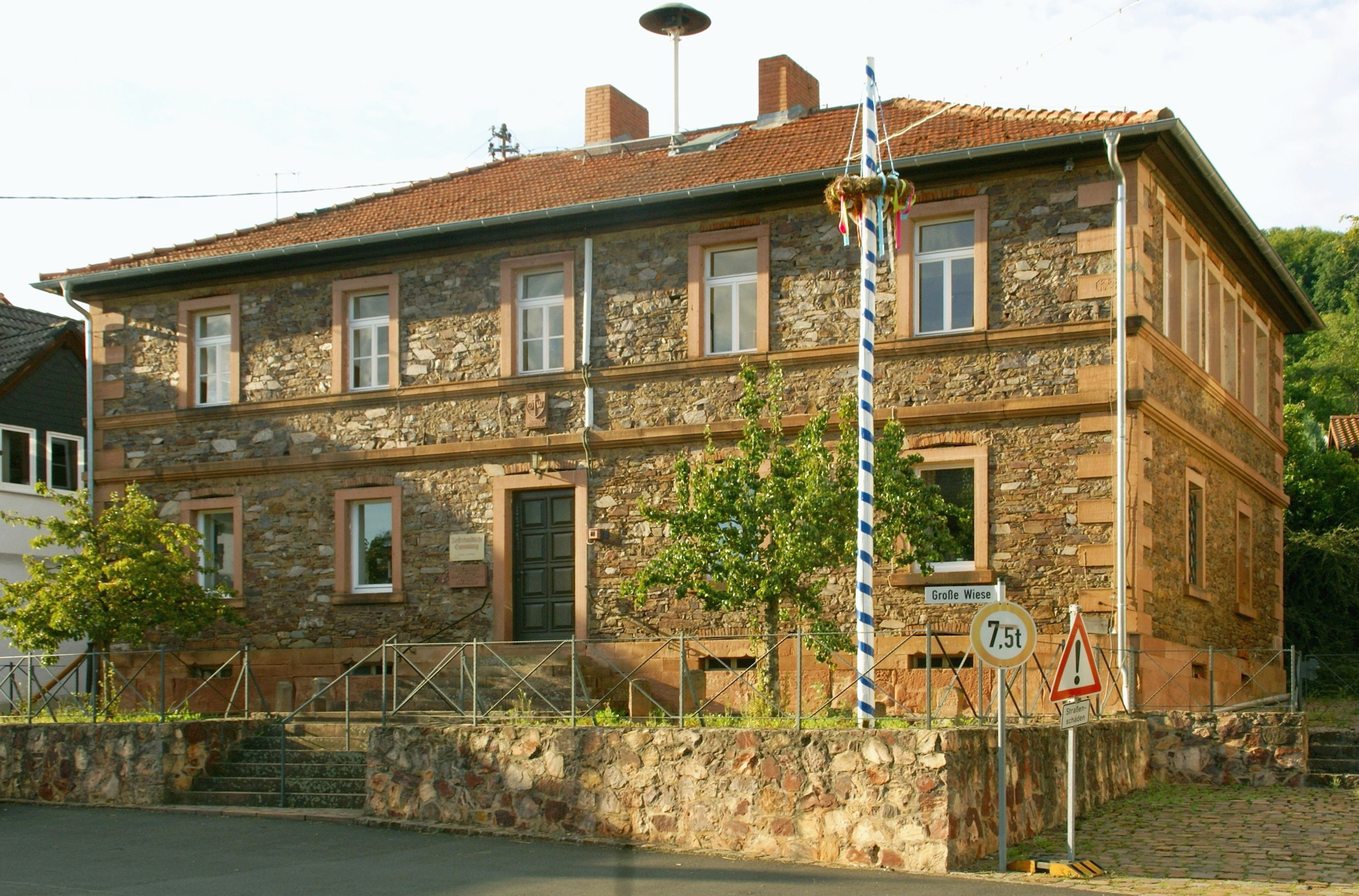
Das Heimatmuseum enthält die „Volkskundliche Sammlung“

- Die katholische Pfarrkirche St. Michael wurde am 15. Juni 1896 durch den Dekan des Landkapitels Alzenau, Pfarrer Johann Lorenz Scherg von Goldbach gesegnet und erst am 11. Mai 1909 durch den Würzburger Bischof Ferdinand von Schlör konsekriert. In der im neugotischen Stil erbauten Kirche sind das Erscheinungsbild und die Ausstattung der Erstehungszeit erhalten geblieben.
- Das Heimatmuseum des Marktes Mömbris. Es entstand durch die Initiative des damaligen Kreisheimatpflegers Emil Griebel in der alten Gunzenbacher Schule und besteht seit dem 14. Mai 1977. Geöffnet ist das Museum im Sommer an jedem 4. Sonntag im Monat von 14–16 Uhr.
- Der Schau- und Lehrgarten der Schule umfasst 20 Pflanzbereiche mit über 700 verschiedenen Pflanzenarten und -sorten. Schwerpunkte sind die Wildfrüchte- und die Rosensammlung.

## Bildung
- Volksschule Gunzenbach (es werden dort die Schüler der 1. – 4. Jahrgangsstufe aus den Ortschaften Gunzenbach, Hohl, Rothengrund, Angelsberg, Molkenberg, Reichenbach und Daxberg unterrichtet).
- Jugendhaus Gunzenbach. Seit  April 2009 steht das alte Pfarrhaus als Selbstversorgerhaus für Kinder- und Jugendgruppen zur Verfügung. Der Träger ist die Kirchliche Jugendarbeit (kja) – Regionalstelle Aschaffenburg. Das Haus bietet einen praktischen und zugleich ansprechenden Rahmen für Erlebnisse in der Gemeinschaft.

## Vereine
- In Gunzenbach gibt es neben der Freiwilligen Feuerwehr eine Kolpingfamilie, einen Brieftaubenverein, einen Männergesangverein (seit 2006 auch mit Frauenchor), einen Musikverein, den Chor Wolkenlos, einen Turnverein, einen VdK-Ortsverband, einen Johanneszweigverein, einen Fußballverein und die Motorradfreunde Gunzenbach.